# Hačikó – příběh psa
Hačikó – příběh psa (v anglickém originále Hachi: A Dog's Tale) je americký rodinný film z roku 2009. Režisérem filmu je Lasse Hallström. Hlavní role ve filmu ztvárnili Richard Gere, Joan Allen, Sarah Roemer, Cary-Hiroyuki Tagawa a Jason Alexander. Film byl inspirován skutečným příběhem psa Hačikó.

## Obsazení
| Richard Gere          | Parker Wilson |
| Joan Allen            | Cate Wilson   |
| Sarah Roemer          | Andy Wilson   |
| Cary-Hiroyuki Tagawa  | Ken Fujiyoshi |
| Jason Alexander       | Carl Boilins  |
| Erick Avari           | Jasjeet       |
| Davenia McFadden      | Mary Anne     |
| Kevin DeCoste         | Ronnie        |
| Tora Hallström        | Heather       |
| Robert Capron         | žák           |
| Chico, Layla, Forrest | Hačikó        |